# TK Bosna Sarajevo
Tenis klub Bosna, teniski klub iz Sarajeva.

## Povijest
Pravi zamah tenisa u Sarajevu zbio se 14. zimskih Olimpijskih igara. Godine 1985. skupina zanesenjaka (Husein
Arslanagić, Zehrudin Ahmetović, Urfet Vejzagić, Fadil Ademović, Fetah Ramović, Sead Trhulj, Berta Martinović) dosjetili su se osnovati teniski klub pri ššUSD Bosna|USD Bosnićć. Zetra je odigrala važnu ulogu. Po osnivanju osnovana je i teniska škola koju je inicirao Husein Arslanagić. U njoj je bilo petstotinjak polaznika. Iz nje je izašla nadarena generacija igrača koji su bili okosnica kluba do rata u BiH. Natjecateljski teret su uz njih iznijeli Željko Lastavec, Slaven Vejzagić, Sulejman Vejzagić, Joško Štern, Goran Vučičević, Mićo Knežević i ostali. Treneri su bili Željko Lastavec, braća Vejzagić, Zoran Dikosavljević, a u organizaciji Željko Arapović, Damir Bilalagić, Malik Hadžiomerović. Na razini BiH TK Bosna je 1986. bila nadmoćna. 1986. i 1989. je osvojila republičku ligu SR BiH. Igrala je i u drugoj saveznoj ligi.